# Этап Мировой серии по регби-7 в Гонконге
Этап Мировой серии по регби-7 в Гонконге (англ. Hong Kong Sevens, кит. 香港國際七人欖球賽) — один из этапов Мировой серии по регби-7, который проходит в Гонконге в марте—апреле каждого года. Является одним из наиболее старых и престижных международных турниров среди сборных по этому виду спорта. Основан в 1976 году и до создания Мировой серии в 1999 году был самостоятельным соревнованием. Проводится Гонконгским регбийным союзом; все три соревновательных дня традиционно проходят на стадионе «Гонконг».

## История

### Самостоятельный турнир

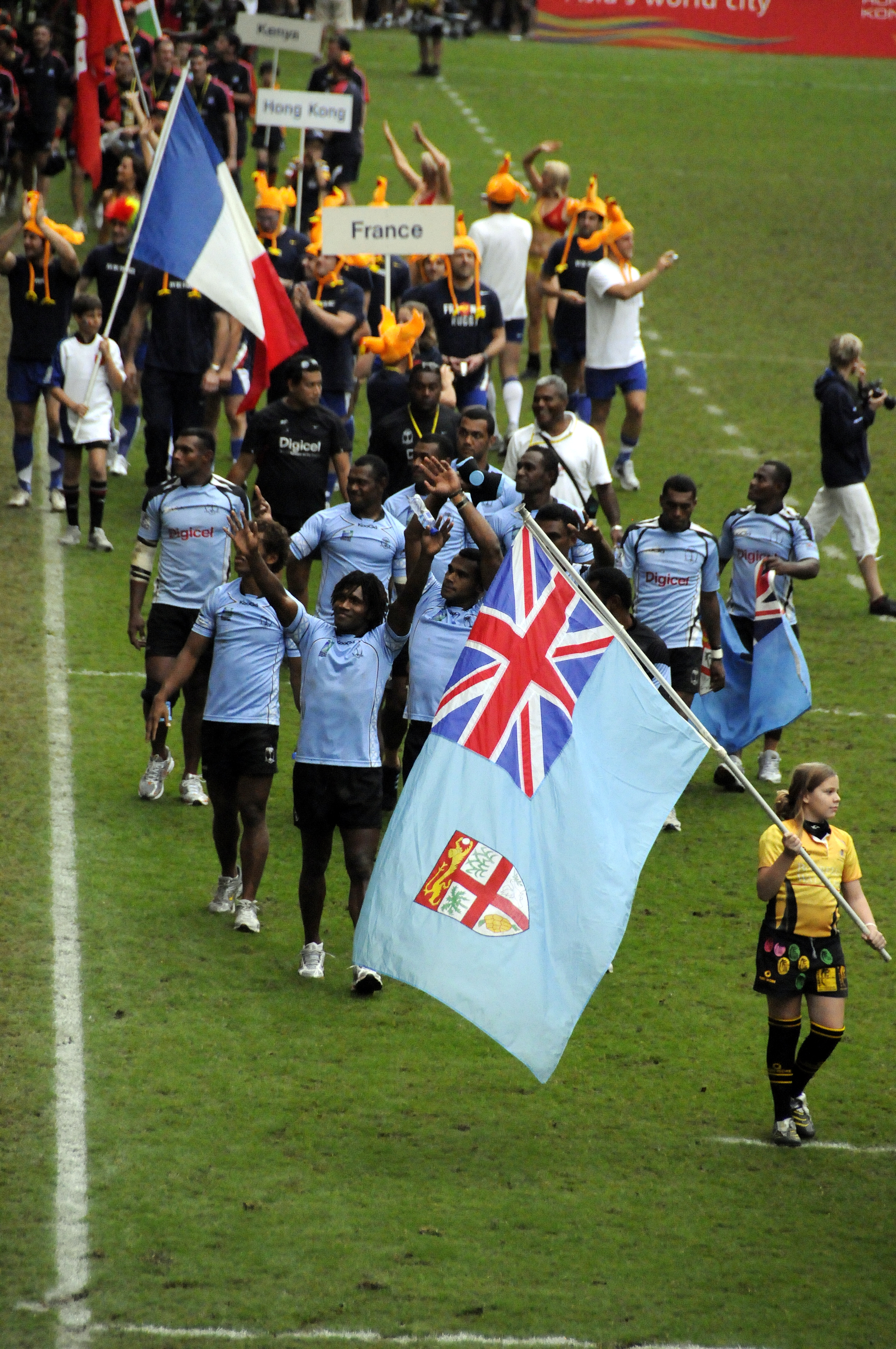
Фиджийцы, одна из наиболее титулованных сборных по регби-7, выходит на стадион, 2009 год.

Hong Kong Sevens был основан в 1976 году. Идея создать такой турнир пришла в голову Иану Гоу, CEO табачной компании Rothmans Tobacco. Целью было прорекламировать продукцию фирмы. Гоу предложил идею главе Гонконгского регбийного союза Токки Смиту. Чтобы сократить транспортные расходы и привлечь больше участников, было решено запросить у Регбийного союза, которому тогда подчинялся гонконгский филиал, разрешение на проведение чемпионата среди сборных по регби-7, а не регби-15. На первый турнир приехали 12 команд: Уолларуз (представляли Австралию), Индонезии, Кентербери (представляли Новую Зеландию), Малайзии, Шри-Ланки, Таиланда, Сингапура, Южной Кореи, Японии, Тонга, Фиджи и хозяева, сборная Гонконга. Турнир спонсировался компаниями Rothmans и Cathay Pacific. Первыми победителями стали кентерберийцы, а Тарелку, утешительный приз, забрали хозяева.
В последующие два десятилетия турнир продолжил набирать популярность. Если в первом розыгрыше поучаствовали 12 команд, а посещаемость составила 3 тысячи зрителей, то в юбилейном десятом розыгрыше за победу поборолись уже 24 сборных при аудитории в 23 тысячи человек. Кроме того, в 80-х годах в турнире начали принимать участие и команды Старого света — вторые сборные Ирландии, Франции и Шотландии, а новозеландцы и австралийцы стали отправлять свои главные команды, а не представителей региональных союзов. Европейская команда впервые выиграла Hong Kong Sevens в 1981 году, победителем стала выставочная сборная «Барбарианс». В 1987 году комиссия Книги рекордов Гиннесса признала соревнование самым крупным международным турниром по регби.
В 90-х годах гонконгский турнир перестал быть единственным в своём роде — в 1993 году Международный совет регби запустил чемпионат мира по регби-7, который стал проходить раз в четыре года. Между тем, Hong Kong Sevens продолжал набирать популярность — в спонсорах турнира значился пивоваренный гигант Carlsberg, а посещаемость события увеличилась настолько, что Правительственный стадион, вмещавший 28 тысяч человек, был реконструирован, чтобы его могли посетить до 40 тысяч зрителей. На протяжении всех 23 лет, когда турнир был отдельным спортивным событием, на гонконгских полях доминировали три сборные — Фиджи (10 побед), Новой Зеландии (6 побед и победа «Кентербери» в 1976 году) и Австралии (4 победы).

### Мировая серия по регби-7

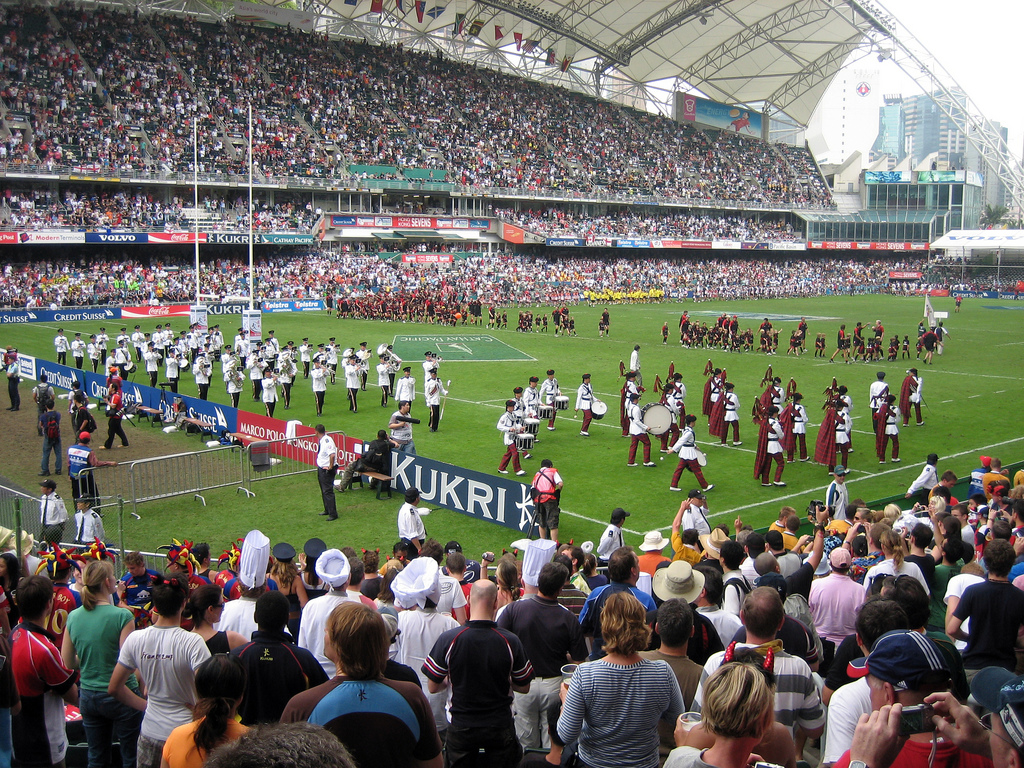
Церемония открытия турнира, 2008 год

В 1999 году Международный совет регби создал Мировую серию, одним из ключевых этапов которой стал гонконгский турнир. Он значительно отличался от всех остальных этапов: в нём участвовали 24 команды, а матчи проходили за три дня (в отличие от двух дней во всех остальных этапах). Кроме того, призёры получали и получают увеличенное по сравнению с другими этапами число очков. Первым победителем турнира новой эпохи стала сборная Новой Зеландии. Hong Kong Sevens проводили вопреки всем проблемам, таким как вспышка SARS в 2003 году и экономический кризис 2008 года. В 2015 году турнир отпраздновал своё сорокалетие, а его победителем в пятнадцатый раз стали фиджийцы. В 1997 и 2005 годах турнир прошёл в рамках чемпионатов мира.

## Формат
За свою более чем сорокалетнюю историю Hong Kong Sevens пережил множество смен формата. В своём нынешнем виде этап проводится с 2013 года. В отличие от других этапов, в нём участвуют 28 сборных, 16 из которых борются за получение очков в зачёте мировой серии (15 из них определяются World Rugby как «команды ядра», шестнадцатая — текущий победитель Азиатской серии по регби-7), а остальные — встречаются в рамках отдельного мини-турнира за право участия в Мировой серии следующего сезона. 16 команд распределяются поровну в четыре группы, где проводят по матчу с каждым из соперников. За победу начисляется три очка, за ничью — два, за поражение — одно. После этого сборные распределяются в несколько серий плей-офф. В плей-офф за кубок, который даст 22 очка в общий зачёт Мировой серии, выходят по две лучшие команды из каждой группы. При этом проигравшие в четвертьфиналах играют между собой за право обладания Тарелкой. Сборные, занявшие 3 и 4 места выходят в плей-офф за Чашу, а проигравшие в четвертьфинале борются за Щит.
В 80-х годах Гонконгский регбийный союз выплачивал сборной-победителю турнира вознаграждение в размере 150 тысяч долларов. После создания Мировой серии это был единственный этап, победитель которого материально поощрялся организаторами. С 2016 года от этой практики было решено отказаться. Гонконгский регбийный союз объяснил это тем, что с 1995 года регби перестал быть любительским видом спорта и теперь команды могут получать достаточное финансирование не только благодаря призовым за турнир.
В отборочном турнире 12 команд делятся на три группы по 4 команды, из которых в плей-офф выходят 8, занявших 1 и 2 места, а также две лучших среди занявших 3 место. Дальше команды играют по олимпийской системе. Победитель заменит в следующем сезоне команду, занявшую 15 место среди «команд ядра».

## Атмосфера

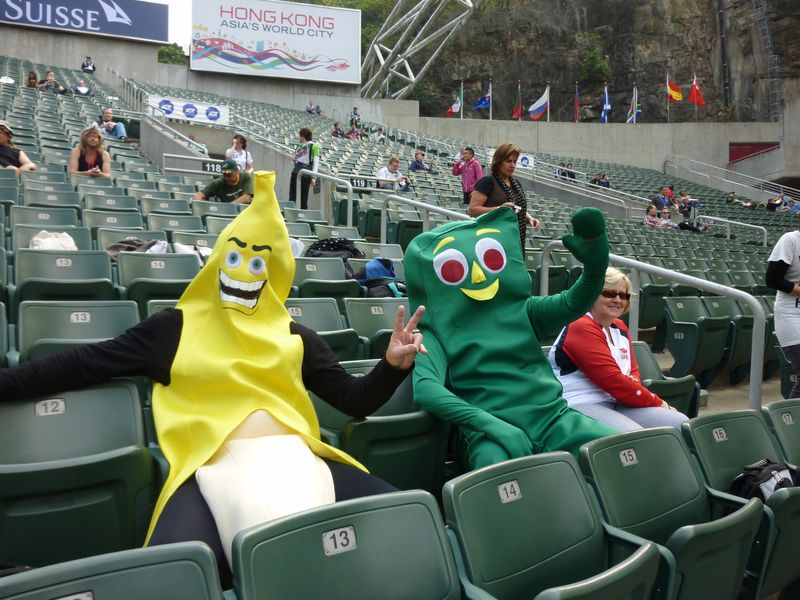
Болельщики ждут матча, 2011 год.

Hong Kong Sevens — одно из крупнейших спортивных событий Гонконга, в последние годы он привлекает более 100 тысяч человек со всех концов света. Турнир известен своей праздничной атмосферой, в событие вовлечено всё регбийное сообщество. Перед мужским соревнованием здесь проходит этап Мировой серии среди женских сборных, а перед матчами каждого из трёх игровых дней проходят встречи местных детских команд по мини-регби.
Наиболее шумные болельщики располагаются на Южной трибуне стадиона. Здесь они надевают различные костюмы, танцуют, кричат и слушают музыку. Вход на эту трибуну разрешён только для совершеннолетних, поскольку на ней продают алкогольные напитки. Именно Южная трибуна стала «местом сбора» всех страйкеров (фанатов, выбегающих на поле во время матча) Hong Kong Sevens. Традиция зародилась ещё в 1980-е годы, и ни запреты организаторов, ни угроза быть арестованным местной полицией не останавливает некоторых фанатов и сегодня.
С 2014 года за пределами стадиона действует специальная фан-зона, организуемая Гонконгским регбийным союзом и местным туристическим департаментом. В фан-зоне проводятся концерты исполнителей из разных стран, а также множество других событий. Хедлайнерами в разные годы выступали всемирно известные коллективы: De La Soul в 2014, Village People в 2015 и The Proclaimers в 2016 годах.

## Спонсоры
В разные годы Hong Kong Sevens спонсировался крупными международными компаниями — Carlsberg, Rothmans, Credit Suisse и другими. Титульными спонсорами турнира 2017 года выступили Cathay Pacific и HSBC. Кроме того, поддержку соревнованию оказывают правительство Гонконга, DHL, Coca-Cola и множество других компаний. Права на показ матчей принадлежат гонконгской компании Now TV.

## Результаты
| Год  | Стадион              | Кубок        | Кубок | Кубок            | Тарелка              | Тарелка | Тарелка   |
| Год  | Стадион              | Победитель   | Счёт  | Финалист         | Победитель           | Счёт    | Финалист  |
| ---- | -------------------- | ------------ | ----- | ---------------- | -------------------- | ------- | --------- |
| 1976 | Стадион ФК «Гонконг» | «Кентербери» | 24:8  | «Уолларуз»       | Гонконг              | 19:16   | Тонга     |
| 1977 | Стадион ФК «Гонконг» | Фиджи        | 28:18 | «Марлборо»       | Тонга                | 20:4    | Индонезия |
| 1978 | Стадион ФК «Гонконг» | Фиджи        | 14:10 | «Манавату»       | Бахрейн              | 10:0    | Сингапур  |
| 1979 | Стадион ФК «Гонконг» | Австралия    | 39:3  | Самоа            | Папуа — Новая Гвинея | 13:10   | Гавайи    |
| 1980 | Стадион ФК «Гонконг» | Фиджи        | 12:8  | «Ко-Оптимистс»   | Япония               | 44:0    | Сингапур  |
| 1981 | Стадион ФК «Гонконг» | «Барбарианс» | 12:10 | Австралия        | Тонга                | 22:18   | Япония    |
| 1982 | «Гонконг»            | Австралия    | 18:14 | «Скоттиш-Бордер» | Южная Корея          | 32:6    | Япония    |
| 1983 | «Гонконг»            | Австралия    | 14:4  | Фиджи            | Южная Корея          | 30:6    | Канада    |

| Год  | Стадион   | Кубок          | Кубок | Кубок                   | Тарелка            | Чаша                 |
| Год  | Стадион   | Победитель     | Счёт  | Финалист                | Победитель         | Победитель           |
| ---- | --------- | -------------- | ----- | ----------------------- | ------------------ | -------------------- |
| 1984 | «Гонконг» | Фиджи          | 26:0  | Новая Зеландия          | Австралия          | Шри-Ланка            |
| 1985 | «Гонконг» | Австралия      | 24:10 | «Паблик Скул Уондерерс» | Тонга              | Гонконг              |
| 1986 | «Гонконг» | Новая Зеландия | 32:12 | «Френч Барбарианс»      | США                | Папуа — Новая Гвинея |
| 1987 | «Гонконг» | Новая Зеландия | 12:6  | Фиджи                   | «Френч Барбарианс» | Гонконг              |
| 1988 | «Гонконг» | Австралия      | 13:12 | Новая Зеландия          | США                | Китайский Тайбэй     |
| 1989 | «Гонконг» | Новая Зеландия | 22:10 | Австралия               | Тонга              | Нидерланды           |
| 1990 | «Гонконг» | Фиджи          | 22:10 | Новая Зеландия          | Гонконг            | ФРГ                  |
| 1991 | «Гонконг» | Фиджи          | 18:14 | Новая Зеландия          | Аргентина          | Южная Корея          |
| 1992 | «Гонконг» | Фиджи          | 22:6  | Новая Зеландия          | Гонконг            | Румыния              |
| 1993 | «Гонконг» | Самоа          | 14:12 | Фиджи                   | Тонга              | Румыния              |
| 1994 | «Гонконг» | Новая Зеландия | 32:20 | Австралия               | Южная Корея        | Гонконг              |
| 1995 | «Гонконг» | Новая Зеландия | 35:17 | Фиджи                   | Канада             | Гонконг              |
| 1996 | «Гонконг» | Новая Зеландия | 19:17 | Фиджи                   | Франция            | Япония               |
| 1997 | «Гонконг» | Фиджи          | 24:21 | ЮАР                     | Тонга              | США                  |
| 1998 | «Гонконг» | Фиджи          | 28:19 | Самоа                   | Южная Корея        | Марокко              |
| 1999 | «Гонконг» | Фиджи          | 21:12 | Новая Зеландия          | Япония             | Гонконг              |
| 2000 | «Гонконг» | Новая Зеландия | 31:5  | Фиджи                   | Франция            | Ирландия             |
| 2001 | «Гонконг» | Новая Зеландия | 29:5  | Фиджи                   | США                | Гонконг              |
| 2002 | «Гонконг» | Англия         | 33:20 | Фиджи                   | ЮАР                | Марокко              |
| 2003 | «Гонконг» | Англия         | 22:17 | Новая Зеландия          | Канада             | США                  |
| 2004 | «Гонконг» | Англия         | 22:12 | Аргентина               | Шотландия          | Острова Кука         |
| 2005 | «Гонконг» | Фиджи          | 29:19 | Новая Зеландия          | Португалия         | Италия               |
| 2006 | «Гонконг» | Англия         | 26:24 | Фиджи                   | Уэльс              | Китай                |
| 2007 | «Гонконг» | Самоа          | 27:22 | Фиджи                   | Уэльс              | Россия               |
| 2008 | «Гонконг» | Новая Зеландия | 26:12 | ЮАР                     | Франция            | Россия               |
| 2009 | «Гонконг» | Фиджи          | 26:24 | ЮАР                     | Тонга              | Португалия           |

| Год  | Стадион   | Кубок          | Кубок | Кубок          | Тарелка    | Чаша       | Щит        |
| Год  | Стадион   | Победитель     | Счёт  | Финалист       | Победитель | Победитель | Победитель |
| ---- | --------- | -------------- | ----- | -------------- | ---------- | ---------- | ---------- |
| 2010 | «Гонконг» | Самоа          | 24:21 | Новая Зеландия | Австралия  | Канада     | Гонконг    |
| 2011 | «Гонконг» | Новая Зеландия | 29:17 | Англия         | ЮАР        | Канада     | Кения      |
| 2012 | «Гонконг» | Фиджи          | 35:28 | Новая Зеландия | Самоа      | Кения      | Канада     |
| 2013 | «Гонконг» | Фиджи          | 26:19 | Уэльс          | Самоа      | Англия     | Франция    |
| 2014 | «Гонконг» | Новая Зеландия | 26:7  | Англия         | ЮАР        | Шотландия  | Кения      |
| 2015 | «Гонконг» | Фиджи          | 33:19 | Новая Зеландия | Австралия  | Шотландия  | Кения      |
| 2016 | «Гонконг» | Фиджи          | 21:7  | Новая Зеландия | Англия     | Аргентина  | Россия     |
| 2017 | «Гонконг» | Фиджи          | 22:0  | ЮАР            | Аргентина  | Шотландия  | Япония     |
| 2018 | «Гонконг» | Фиджи          | 24:12 | Кения          | Аргентина  | Франция    | Уэльс      |
| 2019 | «Гонконг» | Фиджи          | 21:7  | Франция        | Аргентина  | Шотландия  | Испания    |

## Персональные награды
Награда имени Лесли Уильямса

Вручается с 1980 года «лучшему и самому честному игроку» турнира. Лесли Уильямс — регбист, выступавший в 60-е за сборную Гонконга, умер в 1979 году от сердечного приступа в возрасте 45 лет. Список игроков, получивших награду:
| 1980         | 1981           | 1982             | 1983           | 1984             | 1985              | 1986          |
| ------------ | -------------- | ---------------- | -------------- | ---------------- | ----------------- | ------------- |
| Саб Доива    | Марк Элла      | Джон Максвелл    | Сонг Юхо       | Этуате Гусуивалу | Лес Касворт       | Томми Смит    |
| 1987         | 1988           | 1989             | 1990           | 1991             | 1992              | 1993          |
| Дэн Дейли    | Дэвид Кампес   | Вайсале Сереви   | Вайсале Сереви | Эрик Раш         | Месаке Расари     | Лолани Коко   |
| 1994         | 1995           | 1996             | 1997           | 1998             | 1999              | 2000          |
| Глен Осборн  | Джона Лому     | Кристиан Каллен  | Вайсале Сереви | Вайсале Сереви   | Дайсукэ Охата     | Карл Тенана   |
| 2001         | 2002           | 2003             | 2004           | 2005             | 2006              | 2007          |
| Карл Тенана  | Брент Расселл  | Генри Пол        | Ричард Хоутон  | Вайсале Сереви   | Бен Голлингс      | Уале Маи      |
| 2008         | 2009           | 2010             | 2011           | 2012             | 2013              | 2014          |
| Томаси Кама  | Эмоси Вукаго   | Микаэле Песамино | Сесил Африка   | Томаси Кама      | Самисони Виривири | Ди-Джей Форбс |
| 2015         | 2016           | 2017             |                |                  |                   |               |
| Не вручалась | Осеа Колинисау | Вернер Кок       |                |                  |                   |               |
| 1. 2.        |                |                  |                |                  |                   |               |

«Потрясающая Семёрка»

В 2015 году, в честь сорокалетия турнира, была представлена «Потрясающая семёрка» (англ. Magnificent Seven) — семеро лучших игроков прошедших лет. В команду попали трое новозеландцев (Джона Лому, Эрик Раш, Кристиан Каллен), англичанин Бен Голлингс, фиджиец Вайсале Сереви, австралиец Дэвид Кампес и китаец Чжан Чжицян. Кроме того, была также вручена специальная награда «Легенда Гонконга» лучшим местным игрокам, игравшим на Hong Kong Sevens. Предполагалось, что её получит лишь один игрок, однако жюри решило вручить её сразу двум регбистам — Роуэну Варти и Киту Робертсону.